# Nemertesia triseriata
Nemertesia triseriata är en nässeldjursart som först beskrevs av de Pourtalès 1867.  Nemertesia triseriata ingår i släktet Nemertesia och familjen Plumulariidae. Inga underarter finns listade i Catalogue of Life.